# Eishockey-Bundesliga 1968/69
Die Saison 1968/69 der Eishockey-Bundesliga war die elfte Spielzeit der Bundesliga, der höchsten deutschen Eishockeyliga. Deutscher Meister wurde der EV Füssen, der die Endrunde mit neun Punkten beendete und damit seinen Titel aus dem Vorjahr erfolgreich verteidigen konnte.
In der Relegation konnte der ehemalige Meister Preussen Krefeld die Klasse nicht halten und wurde durch den Kölner EK ersetzt. Der ESV Kaufbeuren rückte auf Grund der Auflösung der Eishockeyabteilung des FC Bayern München in die Bundesliga nach.
Den erstmals ausgetragenen Deutschen Eishockeypokal konnte der EV Landshut gewinnen.

## Voraussetzungen

### Teilnehmer
Vor der Spielzeit wurde die Bundesliga von zehn auf zwölf Mannschaften aufgestockt. Dadurch verblieben der sportlich abgestiegenen FC Bayern München in der Liga und Eintracht Frankfurt stieg zusätzlich auf. Mit der Aufstockung der Liga und dem damit verbundenen Aufstieg der beiden Teams aus deutschen Großstädten erhoffte sich der Deutsche Eishockey-Bund eine Etablierung des Eishockeys in den Metropolregionen, was eine Weiterentwicklung der Sportart bedeuten sollte.
| West - VfL Bad Nauheim - Düsseldorfer EG - Eintracht Frankfurt (Aufsteiger) - Krefelder EV - Preussen Krefeld - Mannheimer ERC | Süd - Augsburger EV (Aufsteiger) - EC Bad Tölz - EV Füssen (Titelverteidiger) - EV Landshut - FC Bayern München - SC Riessersee (Aufsteiger) |

### Modus
Wie im Vorjahr wurde die Bundesliga zunächst in zwei Staffeln, der Bundesliga West und der Bundesliga Süd, ausgespielt. Die jeweils besten drei Teams nach einer Einfachrunde spielten anschließend in einer eingleisigen Doppelrunde den Deutschen Meister aus. Die drei jeweils letztplatzierten Vereine spielten in einer regional aufgeteilten Relegationsrunde gegen die drei besten Teams der Oberliga Nord beziehungsweise Süd um ihren Platz in der Bundesliga.
Der bisherige DEV-Pokal der beiden Sieger der Relegationsgruppen entfiel.

## Vorrunde

### Bundesliga West
|    |                     | Sp | S | U | N | Tore  | Punkte |
| -- | ------------------- | -- | - | - | - | ----- | ------ |
| 1. | VfL Bad Nauheim     | 10 | 8 | 0 | 2 | 43:34 | 16:04  |
| 2. | Düsseldorfer EG     | 10 | 7 | 1 | 2 | 52:14 | 15:05  |
| 3. | Mannheimer ERC      | 10 | 5 | 1 | 4 | 41:32 | 11:09  |
| 4. | Krefelder EV        | 10 | 4 | 0 | 6 | 39:35 | 08:12  |
| 5. | Eintracht Frankfurt | 10 | 2 | 1 | 7 | 31:59 | 05:15  |
| 6. | Preussen Krefeld    | 10 | 2 | 1 | 7 | 20:52 | 05:15  |

Abkürzungen: Sp = Spiele, S = Siege, U = Unentschieden, N = Niederlagen

Meisterrunde, Relegationsrunde

### Bundesliga Süd
|    |                   | Sp | S | U | N | Tore  | Punkte |
| -- | ----------------- | -- | - | - | - | ----- | ------ |
| 1. | EV Füssen         | 10 | 9 | 0 | 1 | 53:25 | 18:02  |
| 2. | EC Bad Tölz       | 10 | 7 | 0 | 3 | 43:19 | 14:06  |
| 3. | Augsburger EV     | 10 | 6 | 1 | 3 | 40:45 | 13:07  |
| 4. | EV Landshut       | 10 | 5 | 0 | 5 | 35:26 | 10:10  |
| 5. | SC Riessersee     | 10 | 1 | 1 | 8 | 33:57 | 03:17  |
| 6. | FC Bayern München | 10 | 1 | 0 | 9 | 26:58 | 02:18  |

Abkürzungen: Sp = Spiele, S = Siege, U = Unentschieden, N = Niederlagen

Meisterrunde, Relegationsrunde

## Meisterrunde
|    |                 | Sp | S  | U | N  | Tore    | Punkte |
| -- | --------------- | -- | -- | - | -- | ------- | ------ |
| 1. | EV Füssen       | 20 | 16 | 2 | 02 | 106:035 | 34:06  |
| 2. | Düsseldorfer EG | 20 | 12 | 1 | 07 | 073:056 | 25:15  |
| 3. | EC Bad Tölz     | 20 | 11 | 1 | 08 | 084:060 | 23:17  |
| 4. | Mannheimer ERC  | 20 | 10 | 1 | 09 | 074:070 | 21:19  |
| 5. | Augsburger EV   | 20 | 05 | 0 | 15 | 063:122 | 10:30  |
| 6. | VfL Bad Nauheim | 20 | 03 | 1 | 16 | 048:105 | 07:33  |

Abkürzungen: Sp = Spiele, S = Siege, U = Unentschieden, N = Niederlagen

Meister

## Relegationsrunde

### Gruppe West
Teilnehmer der Oberliga Nord waren:
1. Kölner EK
2. EC Deilinghofen
3. Berliner Schlittschuhclub

|    |                           | Sp | S  | U | N  | Tore    | Punkte |
| -- | ------------------------- | -- | -- | - | -- | ------- | ------ |
| 1. | Krefelder EV              | 20 | 13 | 5 | 02 | 144:053 | 31:09  |
| 2. | Eintracht Frankfurt       | 20 | 12 | 3 | 05 | 098:076 | 27:13  |
| 3. | Kölner EK                 | 20 | 11 | 4 | 05 | 106:067 | 26:14  |
| 4. | EC Deilinghofen           | 20 | 09 | 2 | 09 | 104:074 | 20:20  |
| 5. | Preussen Krefeld          | 20 | 07 | 0 | 13 | 077:090 | 14:26  |
| 6. | Berliner Schlittschuhclub | 20 | 01 | 0 | 19 | 037:206 | 02:38  |

Abkürzungen: Sp = Spiele, S = Siege, U = Unentschieden, N = Niederlagen

Qualifikation für Bundesliga 1969/70, Qualifikation für Oberliga 1969/70

### Gruppe Süd
Teilnehmer der Oberliga Süd waren:
1. ESV Kaufbeuren
2. SG Oberstdorf/Sonthofen
3. EV Rosenheim

|    |                         | Sp | S  | U | N  | Tore    | Punkte |
| -- | ----------------------- | -- | -- | - | -- | ------- | ------ |
| 1. | EV Landshut             | 20 | 15 | 4 | 01 | 121:039 | 34:06  |
| 2. | SC Riessersee           | 20 | 13 | 3 | 04 | 120:060 | 29:11  |
| 3. | FC Bayern München       | 20 | 12 | 1 | 07 | 096:076 | 25:15  |
| 4. | ESV Kaufbeuren          | 20 | 09 | 4 | 07 | 080:059 | 22:18  |
| 5. | EV Rosenheim            | 20 | 03 | 0 | 17 | 055:142 | 06:34  |
| 6. | SG Oberstdorf/Sonthofen | 20 | 01 | 2 | 17 | 051:147 | 04:36  |

Abkürzungen: Sp = Spiele, S = Siege, U = Unentschieden, N = Niederlagen

Qualifikation für Bundesliga 1969/70, Qualifikation für Oberliga 1969/70
Der FC Bayern München löste nach der Saison seine Eishockeyabteilung auf. Dadurch rückte der ESV Kaufbeuren in die Bundesliga 1969/70 nach.

## Ranglisten

### Beste Scorer
| Spieler      | Team      | Spiele | Tore | Assists | Punkte |
| ------------ | --------- | ------ | ---- | ------- | ------ |
| Georg Scholz | EV Füssen | 30     | 29   | 18      | 47     |

### Beste Scorer der Endrunde
| Spieler      | Team          | Spiele | Tore | Assists | Punkte |
| ------------ | ------------- | ------ | ---- | ------- | ------ |
| Georg Scholz | EV Füssen     | 20     | 23   | 5       | 28     |
| Ernst Köpf   | Augsburger EV |        | 18   | 11      | 29     |
| Lorenz Funk  | EC Bad Tölz   |        | 12   | 14      | 26     |

### Beste Verteidiger
| Spieler        | Team         | Tore | Assists | Punkte |
| -------------- | ------------ | ---- | ------- | ------ |
| Erich Weide    | Krefelder EV | 9    | 5       | 14     |
| Rudolf Thanner | EV Füssen    | 8    | 5       | 13     |
| Heinz Bader    | EC Bad Tölz  | 6    | 5       | 11     |

## Kader des Deutschen Meisters
| Deutscher Meister EV Füssen | Torhüter: Toni Kehle, Günther Knauss Verteidiger: Josef Völk, Rudolf Simon, Hansjörg Nagel, Peter Schwimmbeck, Rudolf Thanner Angreifer: Gustav Hanig, Herbert Stowasser, Heinz Weisenbach, Georg Scholz, Reinhold Driendl, Klaus Ego, Rudolf Gröger, Helmut Zanghellini, Horst Meindl, Bernd Kuhn, Karl-Heinz Egger, Frank Neupert, Werner Modes Cheftrainer: Vladimír Bouzek |